# Eleutherococcus leucorrhizus
Eleutherococcus leucorrhizus là một loài thực vật có hoa trong Họ Cuồng cuồng. Loài này được Oliv. mô tả khoa học đầu tiên năm 1887.